# Ypsilospora
Ypsilospora is een geslacht van schimmels behorend tot de familie Raveneliaceae. De typesoort is Ypsilospora baphiae.

## Soorten
Het geslacht telt in totaal drie soorten (peildatum april 2022):
| Soortnaam                | Auteur(s)                | Publicatiejaar |
| ------------------------ | ------------------------ | -------------- |
| Ypsilospora africana     | Y. Ono & J.F. Hennen     | 1979           |
| Ypsilospora baphiae      | Cummins                  | 1941           |
| Ypsilospora tucumanensis | J.R. Hern. & J.F. Hennen | 2003           |